# کاستا دیلون
کاستا دیلون (انگلیسی: Costa Dillon؛ زادهٔ ۱ ژانویه ۱۹۵۳) یک فیلم‌نامه‌نویس اهل ایالات متحده آمریکا است. وی از سال ۱۹۷۷ میلادی تاکنون مشغول فعالیت بوده‌است.
وی فیلم‌نامه‌نویس فیلم‌های: حمله قاتل گوجه‌ای و بازگشت قاتل گوجه‌ای بوده است.